# Mariano Jiménez Sánchez
Pour les articles homonymes, voir Mariano Jiménez (homonymie).
Mariano Jiménez Sánchez, plus connu sous le nom de Mariano Jiménez est un matador espagnol né à Madrid le 22 mars 1970.

## Carrière
Il fait sa première  novillada piquée à Sotillo de la Adrada (province d'Ávila dans la communauté autonome de Castille-et-León) le 4 juin 1987 en compagnie de El Ecijano et de Andrés Vélez avec des novillos de l'élevage Víctor Huerta. Sa présentation à Madrid a lieu 18 mars 1990  en compagnie de Juan Carlos Beca Belmonte et de  Víctor Hugo Saugar  dit « Pirri »  (qui deviendra par la suite banderillero) devant des  novillos de Caridad Cobaleda Galache. Il accomplit 97 novilladas piquées avant de prendre son alternative le 19 avril 1992 à Madrid avec pour parrain, Dámaso González , et pour  témoin Fernando Cámara devant Enrejedo, taureau de la ganadería de El Torero.
Sa première prestation en France à Vic-Fezensac, le 8 juin 1992 en compagnie de Michel Lagravère et Enrique Ponce devant un lot de l'élevage Murube est considérée comme excellente. C'est encore avec Enrique Ponce qu'il fait son premier paseo en Amérique latine à San Cristóbal (Venezuela), en compagnie du torero vénézuélien Erick Cortés, face à un lot d'El Capiro
Depuis 2010, après avoir quitté le ruedo, il est devenu empresa, (organisateur de spectacles taurins) dans deux arènes : Pelayos de la Presa( Communauté de Madrid) et à Tordesillas (province de Valladolid)